# Capotille
Capotille (Haitianisch-Kreolisch Kapotiy) ist eine Gemeinde im Département Nord-Est von Haiti.

## Geschichte
Capotille wurde im Jahr 1874 als siebter Gemeindebezirk von Ouananminthe gegründet. Im Jahr 1978 erhielt der Ort den offiziellen Status einer Gemeinde.

## Lage und Beschreibung
Capotille ist eine der östlichsten Gemeinden des Landes und liegt an der Grenze zur Dominikanischen Republik.
Neben dem Ortszentrum Ville de Capotille bestehen zwei ländliche Gemeindebezirke:
1. Landkreis Capotille mit Acajou, Baja, Beljote, Béra, Bisanneau, Bordin, Brunette, Chevalier, Colora, Deron Ville, Dubert, Duli, Dupont, Grand-Fond, Gueri, Mayer, Nan Bois Pin, Nan Cadeau, Nan Mine, Nan Saut, Prudhomme, Risien und Trou Cochon sowie
2. Lamine mit Duval, Galois, Guion, Marquis-Mara, Matin und Welch.

Die nächstgelegene Straße ist die Route Départementale RD-602, die westlich von der Gemeinde verläuft. Bis zur Route Nationale RN-6 und der Gemeinde Ouanaminthe im Norden sind es fünfzehn Kilometer.